# 杜尔 (索姆省)
杜尔（法語：Daours，法語發音：[duʁ]）是法国上法兰西大区索姆省的一个市镇，位于该省中部，索姆河右岸，属于亚眠区。

## 地理
杜尔（49°54'7"N, 2°26'56"E）面积8.65 平方千米，位于法国上法蘭西大區索姆省，该省份为法国北部沿海省份，北起加来海峡省和北部省，西接滨海塞纳省和大西洋英吉利海峡，南至瓦兹省，东临埃纳省。
与杜尔接壤的市镇（或旧市镇、城区）包括：蓬努瓦耶勒、欧比尼、布朗日-特龙维尔、比西莱杜尔、科尔比、拉莫特布勒比耶尔、韦克蒙。

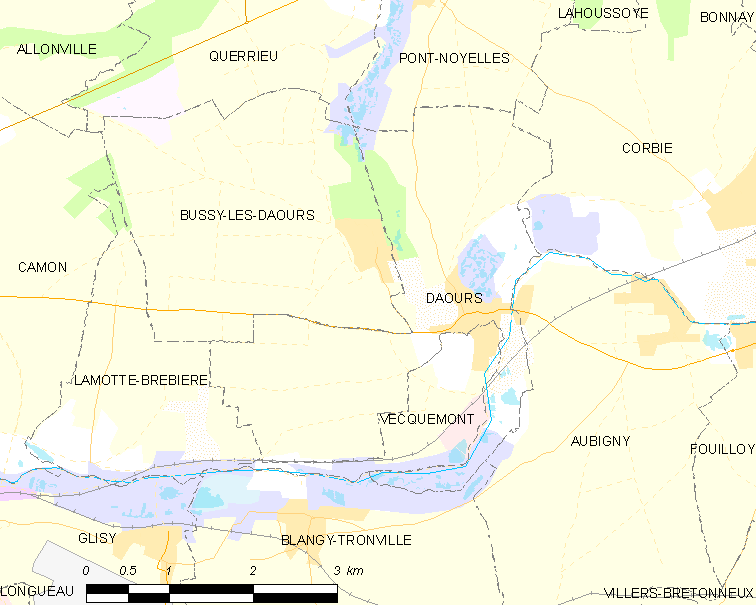
的OSM定位图

杜尔的时区为UTC+01:00、UTC+02:00（夏令时）。

## 行政
杜尔的邮政编码为80800，INSEE市镇编码为80234。

## 政治
杜尔所属的省级选区为亚眠第三县。

## 人口

1962-2008年间人口变化图示

杜尔于2022年1月1日时的人口数量为755人。